# リッキー・フォード

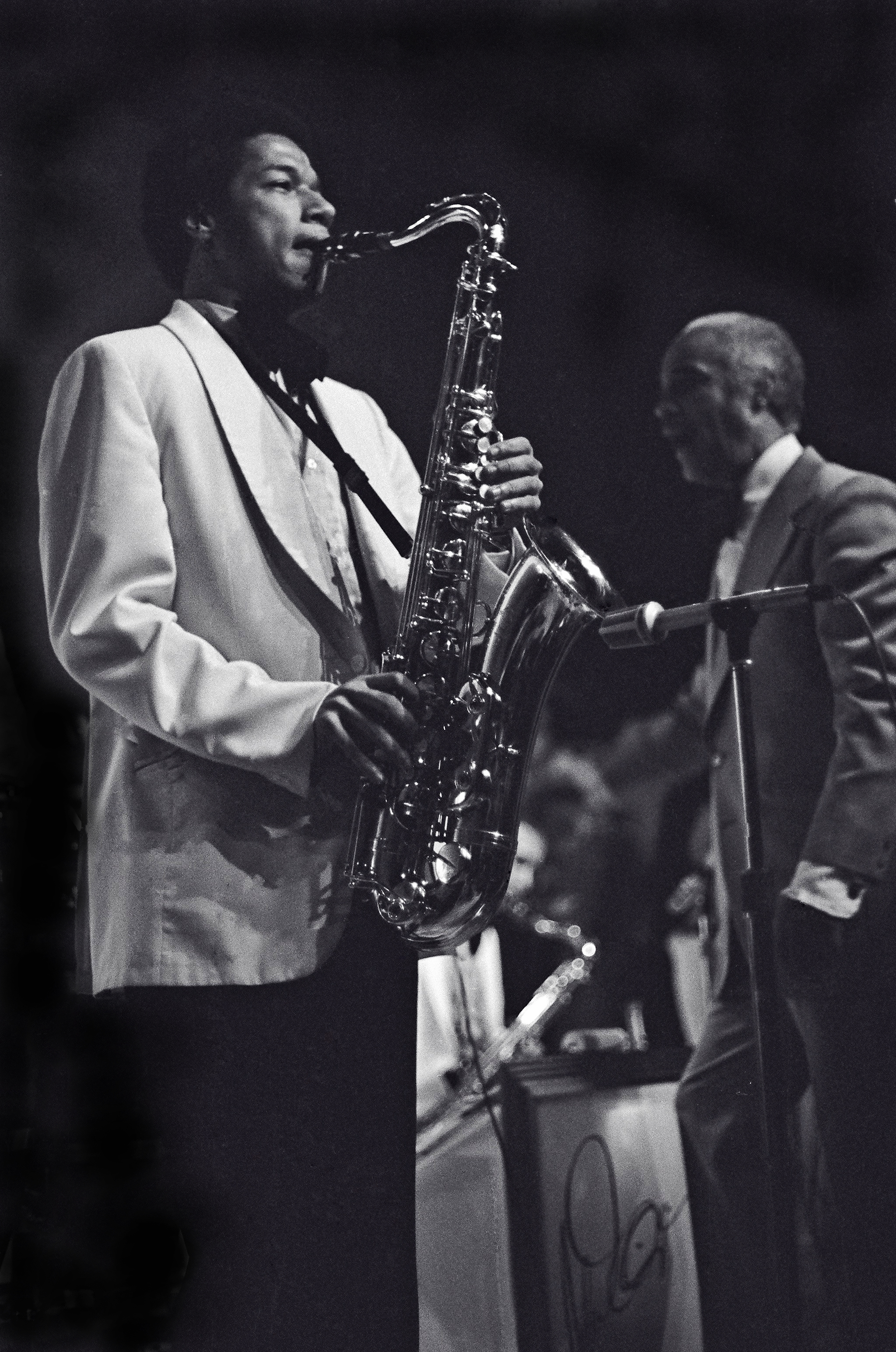
フォード（左）とマーサー・エリントン（1975年）

リッキー・フォード（Ricky Ford、1954年3月4日 - ）は、アメリカのジャズ・テナー・サクソフォーン奏者。

## 略歴
フォードはアメリカ合衆国マサチューセッツ州ボストンに生まれ、ニューイングランド音楽院で学んだ。1974年にガンサー・シュラーとレコーディングを行った後、1974年から1976年までマーサー・エリントンが指揮するデューク・エリントン楽団で演奏している。その後は、チャールズ・ミンガス（1976年–1977年）、ダニー・リッチモンド（1978年–1981年）、ライオネル・ハンプトン（1980年–1982年）、そしてミンガス・ダイナスティ（1982年）で演奏した。また、アブドゥーラ・イブラヒム（1983年–1990年）やマル・ウォルドロン（1989年–1994年）とも共演し、ユセフ・ラティーフ、ソニー・スティット、マッコイ・タイナー、フレディ・ハバード、アミナ・クローディン・マイヤーズ、サティマ・ビー・ベンジャミン、スティーヴ・レイシーなど、数多くの著名なミュージシャンたちとレコーディングを行っている。
フォードは、ミューズ・レコードやキャンディド・レコードにおいてリーダーとして数多くのレコーディングを行ってきた。
1990年代にはフランスのパリに拠点を置くようになった。2001年から2006年まで、イスタンブール・ビルギ大学で教鞭をとった。
2009年にはフランスのヨンヌ県でトゥシー・ジャズ・フェスティバルを設立し、ローダ・スコット（2009年）やラヴィ・コルトレーン（2011年）などのミュージシャンを招聘した。 

## ディスコグラフィ

### リーダー・アルバム
- Loxodonta Africana (1977年、New World)
- 『マンハッタン・プラザ』 - Manhattan Plaza (1978年、Muse)
- 『フライング・カラーズ』 - Flying Colors (1980年、Muse)
- 『テナー・フォー・ザ・タイムズ』 - Tenor for the Times (1981年、Muse)
- 『インタープリテイションズ』 - Interpretations (1982年、Muse)
- 『フューチャーズ・ゴールド』 - Future's Gold (1983年、Muse)
- 『ショーター・アイディア』 - Shorter Ideas (1984年、Muse)
- 『ルッキング・アヘッド』 - Looking Ahead (1986年、Muse)
- 『サクソティック・ストンプ』 - Saxotic Stomp (1987年、Muse)
- 『ハード・グルーヴィン』 - Hard Groovin'  (1989年、Muse)
- 『マンハッタン・ブルース』 - Manhattan Blues (1989年、Candid)
- 『エボニー・ラプソディ』 - Ebony Rhapsody (1990年、Candid) ※ライブ
- 『ホット・ブラス』 - Hot Brass (1992年、Candid) ※1991年録音
- American-African Blues (1992年、Candid) ※1991年ライブ録音
- Tenor Madness Too! (1992年、Muse)
- Tenors of Yusef Lateef & Ricky Ford (1996年、YAL/Bomba) ※1994年録音 with ユセフ・ラティーフ
- Balaena (1999年、Jazz Friends Productions)
- Songs for My Mother (2002年、Jazz Friends Productions)
- Reeds and Keys (2003年、Jazz Friends Productions) ※with カーク・ライトシー
- Green Note - Live at La Fenêtre (2003年、Marge)
- 7095 with Ze Big Band (2010年、Solidor Productions)[6]
- Sacred Concert (2013年、Ze Big Band Association) ※with Ze Big Band[6]

### 参加アルバム
ダニー・リッチモンド
- 『プレイズ・チャールズ・ミンガス』 - Dannie Richmond Plays Charles Mingus (1980年、Timeless)
- 『ダニー・リッチモンド・クインテット』 - Dannie Richmond Quintet (1980年、Gatemouth) ※『The Last Mingus Band A.D.』として再発
- Dionysius (1983年、Red)

マル・ウォルドロン
- Crowd Scene (1989年、Soul Note)
- Where Are You? (1989年、Soul Note)

その他
- ラン・ブレイク : Short Life of Barbara Monk (1986年、Soul Note)
- ジャッキー・バイアード : July in Paris (1998年、Fariplay)
- リチャード・ディヴィス : Total Package (1998年、Marge)
- アブドゥーラ・イブラヒム : 『ウォーター・フロム・アン・アンシャント・ウェル』 - Water from an Ancient Well (1986年、Tiptoe)
- スティーヴ・レイシー : Vespers (1993年、Soul Note)
- ロニー・マシューズ : Legacy (1979年、Bee Hive)
- レッド・ロドニー : 『ザ・スリーR』 - The 3R's (1982年、Muse) ※1979年録音 with リッチー・コール
- ローダ・スコット : Very Saxy - Live Au Meridien (2009年、Ahead) ※ライブ
- ジャック・ウォラス : Revenge of the Fat People (1981年、Stash)